# Dynamite (자미로콰이의 음반)
| 전문가 평가                   | 전문가 평가 |
| 총 점수                       | 총 점수     |
| 출처                          | 점수        |
| ----------------------------- | ----------- |
| 메타크리틱                    | 61/100      |
| 평가 점수                     |             |
| 출처                          | 점수        |
| AllMusic                      | [ 2 ]       |
| Encyclopedia of Popular Music | [ 3 ]       |
| Entertainment Weekly          | C−          |
| Entertainment.ie              | [ 5 ]       |
| The Guardian                  | [ 6 ]       |
| New Musical Express           | [ 7 ]       |
| PopMatters                    | [ 8 ]       |
| Q                             | [ 9 ]       |
| Uncut                         | [ 10 ]      |
| Urb                           | [ 11 ]      |

《Dynamite》는 영국의 펑크와 애시드 재즈 밴드 자미로콰이의 여섯 번째 스튜디오 음반이다. 일본에서는 2005년 6월 15일, 영국에서는 2005년 6월 20일, 오스트레일리아에서는 2005년 7월 21일, 미국에서는 2005년 9월 20일에 발매되었다.

## 배경
이 음반은 2004년 영화 《나폴레옹 다이너마이트》가 자미로콰이의 클라이막스 댄스 장면에 〈Canned Heat〉을 피처링한 후 발매되었다. 〈Feel Just Like It Should〉는 첫 번째 싱글로, 영국 차트에서 첫 주 8위를 차지했다. 그 이후로 미국 《빌보드》 댄스 차트에서 1위를 차지했다. 이 싱글은 또한 100,000장의 판매고로 일본에서 골드 인증을 받았다. 두 번째 싱글인 〈Seven Days in Sunny June〉은 2005년 8월 영국에서 발매되었고, 영국 싱글 차트에서 14위로 정점을 찍었다. 이 노래는 또한 영화 《악마는 프라다를 입는다》에 등장한다. 2005년 11월 7일, 〈(Don't) Give Hate a Chance〉는 이 음반의 세 번째 싱글로 발매되었다. 그 트랙을 위해 정치적으로 주도된 비디오는 자미로콰이의 첫 번째 애니메이션 클립이었고, 버펄로 뿔 달린 모자, 선글라스, 그리고 트랙 슈트를 갖춘 버펄로맨을 특징으로 한다. 그 클립은 트랙이 라디오와 비디오 방송뿐만 아니라 판매도 포함하는 《스매시 히츠》와 《히트40UK》 차트와 같은 영국 차트에서 톱 20 쇼잉을 기록하는 데 도움을 주었다. 그 트랙은 공식 영국 싱글 차트에서 27위에 올랐다. 그 음반은 가수 제이 케이의 개인 칠링턴 스튜디오를 포함하여 많은 장소에서 녹음되었다.

## 곡 목록
| #   | 제목                           | 작사·작곡             | 재생 시간 |
| --- | ------------------------------ | --------------------- | --------- |
| 1.  | 〈Feels Just Like It Should〉  | 제이 케이             | 4:34      |
| 2.  | 〈Dynamite〉                   | 케이, 맷 존슨         | 4:57      |
| 3.  | 〈Seven Days in Sunny June〉   | 케이, 존슨            | 3:59      |
| 4.  | 〈Electric Mistress〉          | 케이, 존슨, 롭 해리스 | 3:56      |
| 5.  | 〈Starchild〉                  | 케이, 해리스          | 5:13      |
| 6.  | 〈Love Blind〉                 | 케이, 존슨, 해리스    | 3:35      |
| 7.  | 〈Talullah〉                   | 케이, 해리스          | 6:04      |
| 8.  | 〈(Don't) Give Hate a Chance〉 | 케이, 존슨, 해리스    | 5:02      |
| 9.  | 〈World That He Wants〉        | 케이, 존슨            | 3:14      |
| 10. | 〈Black Devil Car〉            | 케이, 해리스          | 4:45      |
| 11. | 〈Hot Tequila Brown〉          | 케이, 존슨, 해리스    | 4:40      |
| 12. | 〈Time Won't Wait〉            | 케이, 존슨, 해리스    | 5:01      |